# Соловйов Максим Юрійович
Максим Юрійович Соловйов (рос. Максим Юрьевич Соловьёв; 20 лютого 1979, м. Москва, СРСР) — російський хокеїст, захисник. Майстер спорту міжнародного класу.
Вихованець хокейної школи ЦСКА (Москва). Виступав за ЦСКА (Москва), «Крила Рад» (Москва), «Металург» (Новокузнецьк), «Витязь» (Чехов), «Хімволокно» (Могильов), ХК МВД і «Динамо» (Москва). У Континентальній хокейній лізі — 428 (34+87), у Кубку Гагаріна — 85 (4+9).
У складі юніорської збірної Росії учасник чемпіонатів Європи 1996 і 1997.
Досягнення
- Володар кубка Гагаріна (2012, 2013), фіналіст (2010)
- Учасник матчу усіх зірок КХЛ (2011).
- Переможець юніорського чемпіонату Європи (1996).